# Kulików (gmina)
Gmina Kulików – dawna gmina wiejska funkcjonująca w latach 1941–1944 pod okupacją niemiecką w Polsce. Siedzibą gminy był Kulików.
Gmina Kulików została utworzona przez władze hitlerowskie z terenów okupowanych przez ZSRR w latach 1939–1941 (vide rejony kulikowski i żółkiewski), stanowiących przed wojną gminę Nadycze (oprócz Smerekowa i Sulimowa), części gmin Dzibułki (Artasów i Zwertów) i Mokrotyn (Wiesenberg) oraz miasto Kulików, które pozbawiono praw miejskich (wszystkie te gminy zostały zniesione pod okupacją). Tereny te należały przed wojną  do powiatu żółkiewskigo w woj. lwowskim.
Gmina weszła w skład powiatu lwowskiego (Kreishauptmannschaft Lemberg), należącego do dystryktu Galicja w Generalnym Gubernatorstwie. W skład gminy wchodziły miejscowości: Artasów, Doroszów Mały, Doroszów Wielki, Hrebeńce, Koszelów, Kulików, Mierzwica, Mohylany, Nadycze, Nowe Sioło, Przemiwółki, Sulimów, Udnów, Wiesenberg i Zwertów.
| Miejscowości / gromady                                                                                            | Rejon w ZSRR (1939–1941) | Gmina (II RP) | Powiat (II RP) |
| --- | ------------------------ | ------------- | -------------- |
| Kulików | kulikowski               | Kulików (m)   | żółkiewski     |
| Doroszów Mały, Doroszów Wielki, Hrebeńce, Koszelów, Mierzwica, Mohylany, Nadycze, Nowe Sioło, Przemiwółki i Udnów | kulikowski               | Nadycze       | żółkiewski     |
| Artasów i Zwertów                                                                                                 | kulikowski               | Dzibułki      | żółkiewski     |
| Wiesenberg | żółkiewski               | Mokrotyn      | żółkiewski     |

Po wojnie obszar gminy włączono do ZSRR.